# Your Seed/Bōken Rider
Your Seed/Bōken Rider (Your Seed/冒険ライダー?) è il terzo singolo del gruppo musicale giapponese Hey! Say! JUMP, pubblicato il 23 luglio 2008. Il singolo ha raggiunto la vetta della classifica Oricon dei singoli più venduti in Giappone ed ha venduto 208.113.

## Tracce
Edizione regolare
1. Your Seed
2. Bouken Rider (冒険ライダー)
3. Your Seed (original karaoke)
4. Bouken Rider (original karaoke)

Edizione limitata
CD
1. Your Seed
2. Bouken Rider (冒険ライダー; Adventure Rider)

DVD
1. Your Seed (PV & Making of)

## Classifiche
| Classifica (2008)                  | Posizione più alta |
| ---------------------------------- | ------------------ |
| Giappone (Oricon)                  | 1                  |
| Giappone (Billboard Japan Hot 100) | 1                  |